# 入江町 (名古屋市)
入江町（いりえちょう）は、愛知県名古屋市中区の地名。1丁目から3丁目があった。

## 地理
広小路通南側の伏見町筋から七間町筋までを指した。

## 歴史

### 町名の由来
かつては乞食町と称していたが、宝永5年に至って乞食頭宗内の氏より入江町と称したという。また、当地を流れていた紫川の入江があったことに由来するともいう。

### 沿革
- 江戸時代 - 名古屋城下町に所在[5]。
- 1878年（明治11年）12月20日 - 名古屋区成立に伴い、同区入江町となる[5]。
- 1889年（明治22年）10月1日 - 名古屋市成立に伴い、同市入江町となる[5]。
- 1908年（明治41年）4月1日 - 中区成立に伴い、同区入江町となる[1]。
- 1944年（昭和19年）2月11日 - 栄区成立に伴い、同区入江町となる[1]。
- 1945年（昭和20年）11月3日 - 栄区廃止に伴い、中区入江町となる[1]。
- 1963年（昭和38年）3月20日 - 3丁目の一部が白川町に編入される[1]。
- 1966年（昭和41年）3月30日 - 住居表示の実施に伴い、栄二丁目に編入され、消滅[1]。